# Angererkopf
Angererkopf är ett berg i Österrike, på gränsen till Tyskland.   Det ligger i distriktet Bregenz och förbundslandet Vorarlberg, i den västra delen av landet, 500 kilometer väster om huvudstaden Wien. Toppen på Angererkopf är 2 266 meter över havet, eller 52 meter över den omgivande terrängen. Bredden vid basen är 0,13 km.
Terrängen runt Angererkopf är bergig österut, men västerut är den kuperad. Runt Angererkopf är det ganska glesbefolkat, med 26 invånare per kvadratkilometer.. Närmaste större samhälle är Mittelberg, 4,0 kilometer nordväst om Angererkopf. 
Trakten runt Angererkopf består i huvudsak av gräsmarker.